# Мемориальная мечеть
Мемориальная мечеть на Поклонной горе — мечеть, построенная в 1997 году в память о воинах-мусульманах, погибших в Великой Отечественной войне. Расположена в парке Победы на Поклонной горе в Западном административном округе Москвы. Автором проекта сооружения является Ильяс Тажиев.
С момента открытия мечети в 1997 году имам-хатыбом был назначен  .  С 2012 год Имамом  является Ринат Аляутдинов.

## История
Строительство мечети началось в 1995 году по инициативе правительства Москвы и Духовного управления мусульман Европейской части России (ДУМЕР). Одним из спонсоров проектного этапа выступил московский меценат Фаиз Гильманов. Финансовую помощь также оказали правительства Адыгеи, Башкортостана, Татарстана и Казахстана.
В ходе строительства от депутатов Московской областной думы было направлено обращение в Администрацию Президента России и Госдуму против постройки объекта. Однако мечеть на Поклонной горе всё же была возведена.
Торжественное открытие состоялось 6 сентября 1997 года. На церемонии присутствовали президенты Казахстана Нурсултан Назарбаев, Башкортостана Муртаза Рахимов, Татарстана Минтимер Шаймиев, мэр Москвы Юрий Лужков, а также гости из разных областей России, из СНГ и из-за рубежа — Кувейта, ОАЭ, Турции, Пакистана и других стран.

## Описание
Автором проекта мечети выступил московский архитектор Ильяс Тажиев, объединив во внешнем облике здания различные стили — кавказскую, татарскую и узбекскую мусульманские школы. При мечети действуют мусульманская община и медресе. Центральный купол выполнен в форме ребристого конуса, который венчает позолоченная сфера с укреплённым на ней полумесяцем. Своды молельного зала подпирают восемь столбов, украшенных резьбой по белому камню. Под куполом располагаются галереи для женщин. В центре молельного зала находится люстра в виде полумесяца диаметром четыре метра. Минарет высотой 60 метров располагается с юго-восточной стороны сооружения. На высоте 50 метров имеется круговая площадка, с которой муэдзин призывает верующих к молитве. Под молитвенным залом расположены хозяйственные и вспомогательные помещения, учебные классы и кабинеты имамов. В 2006 году были сделаны новые пристройки с целью расширить помещения мечети.

## Деятельность
В мечети проводятся пятикратный и пятничный намазы, обряды бракосочетания и имянаречения. Проповеди идут на русском и арабском языках. При мечети работает воскресная школа для взрослых и детей. Для посетителей организуются экскурсии.

## Резонансные события
В январе 2009 года правоохранительные органы Москвы задержали Давида Башелутского и Станислава Лухмырина, которые планировали взорвать мечеть. А в ночь с 11 на 12 января 2015 года неизвестные оставили оскорбительные надписи и рисунки на стенах мечети.